# Asmate retialis
Asmate retialis là một loài bướm đêm trong họ Geometridae.